# Castelo de Llawhaden
O Castelo de Llawhaden (em galês:  Castell Llanhuadain) é um castelo em Pembrokeshire, Llawhaden, no sudoeste de Gales. O lugar foi comprado e é administrado pelo Cadw.
Foi construído pelos bispos da Diocese de St. David entre o século XII e o século XIV. Somente o fosso e o banco de terra a partir deste período sobreviveram. A grande maioria das ruínas vistas atualmente foi encomendada pelo Bispo Adam de Houghton entre os anos de 1362 e 1389. Este foi muito maior, com duas suítes de residências situadas no primeiro andar. O portão mostrado na imagem foi provavelmente acrescentado em uma data posterior.